# Alexandru Negrescu
Alexandru Negrescu war ein rumänischer Fußballspieler. Er bestritt insgesamt 57 Spiele in der Divizia A. Mit Venus Bukarest gewann er im Jahr 1940 die rumänische Meisterschaft.

## Karriere
Negrescu kam im Jahr 1936 zu Telefon Club Bukarest in die Divizia C. Nach dem Aufstieg 1937 sicherte er sich mit seinem Verein in der Saison 1937/38 den Klassenerhalt. Anschließend schloss er sich dem Lokalrivalen Luceafărul Bukarest an, ehe ihn im Sommer 1939 Venus Bukarest verpflichtete. Beim amtierenden Meister wurde er zur Stammkraft und gewann mit der Meisterschaft 1940 seinen ersten und einzigen Titel. Im Pokalfinale desselben Jahres unterlag er mit seinem Team Rapid Bukarest erst im dritten Wiederholungsspiel. In der Saison 1940/41 konnte er seinen Titel mit Venus nicht verteidigen. Nach der Saison wurde der Spielbetrieb unterbrochen. Anschließend schloss er sich im Jahr 1942 Juventus Bukarest an. Nach dem Ende des Zweiten Weltkrieges spielte Negrescu für Ciocanul Bukarest, wo er seine Laufbahn im Jahr 1947 beendete.

## Nationalmannschaft
Negrescu bestritt acht Spiele für die rumänische Nationalmannschaft. Er kam erstmals am 20. Oktober 1939 in einem Freundschaftsspiel gegen Ungarn zum Einsatz. Anschließend wurde er von Nationaltrainer Virgil Economu zwei Jahre lang nicht berücksichtigt. Im Freundschaftsspiel gegen die Slowakei am 12. Oktober 1941 kehrte er in den Kreis der Nationalmannschaft zurück. Er stand in sämtlichen Länderspielen des Jahres 1942 auf dem Platz.
Nach dem Zweiten Weltkrieg gehörte Negrescu zum rumänischen Aufgebot für den Balkan-Cup 1946, wo er in allen drei Spielen auf dem Platz stand und als Mannschaftskapitän fungierte. Am 13. Oktober 1946 bestritt er im letzten Turnierspiel gegen Albanien sein letztes Länderspiel.

## Erfolge
- Rumänischer Meister: 1940